# 제66군 (중국 인민해방군)
제66군(중국어 간체자: 第六十六军)은 한국 전쟁 당시 중국인민지원군의 주요 군 편제 중 하나다.

## 역사
1947년 11월,  베이위 군구 설립 당시에 산시-차하얼-허베이 변경구 제1종대로 설립되었다. 베이위 군구 사령원이 제1종대의 사령원을 겸임하였다.
1948년 5월, 화베이 군구가 설립되었을 제1종대는 화베이 군구로 넘겨졌고, 같은 해 8월에 화베이 군구 제3병단으로 전속하였다.
1949년 2월, 제1종대는 제66군으로 개편되었다.
6.25 전쟁이 발발한지 약 4개월 가량이 된 1950년 10월 23일에 톈진시의 경비와 해안 방어를 맡고 있었던, 유엔군의 공세에 밀려 압록강까지 후퇴한 조선인민군을 지원하기 위해 편성된 중국인민지원군의 일원으로서 10월 25일에 압록강을 건너 전쟁에 개입하였다. 제196사단, 제197사단, 제198사단으로 구성된 이 부대는 1951년 제1·2차 원주 전투 당시 강원도 사창리 일대에 배치되어 있었다.
6.25 전쟁의 휴전 이후, 1985년에 해산될 때까지 베이징 군구에 소속하였다.

## 기록

### 소속
- 산시-차하얼-허베이 군구; 1947년 11월
- 화베이 군구; 1948년 5월
- 베이징 군구; 1955년

### 계보
- 1947년 11월, 제1종대
- 1949년 2월, 제66군

### 참전
- 6.25 전쟁
  - 청천강 전투; 1950년 11월-12월
  - 제1·2차 원주 전투; 1950년 11월-1951년 1월
  - 횡성 전투; 1951년 2월